# Lőrincz Barnabás
Lőrincz Barnabás (Budapest, 1951. február 28. – Budapest, 2012. július 4.) magyar ókortörténész, régész, egyetemi tanár. A történelemtudományok (régészeti) kandidátusa (1984), a Magyar Tudományos Akadémia doktora (2002).

## Életpályája

### Iskolái
Az általános iskolát Abonyban járta ki. 1969-ben érettségizett a váci Sztáron Sándor Gimnáziumban. 1969–1970 között az ELTE BTK történelem–orosz szakán tanult. 1974-ben régész diplomát kapott. 1976-ban doktorált. 

### Pályafutása
1974–1984 között a dunaújvárosi Intercisa Múzeumban volt régész-muzeológus. 1984–1989 között az ELTE BTK ókortörténeti tanszékén adjunktus, 1989-től docens volt. 1994-től az Association Internationale d’Épigraphie Grecque et Latine tagja volt. 1994–2002 között Mócsy András hagyatékának feldolgozója és közreadója volt. 2000-től a Magyar Ókortudományi Társaság választmányi tagja volt. 2002-ben a Magyar Tudományos Akadémia doktora lett. 2004-ben habilitált.

### Munkássága
Kutatási területe az ókori Róma története, valamint a római császárkor hadtörténete. Több tudományos közleménye jelent meg a római kori bélyeges téglákkal kapcsolatban is. Hozzá kapcsolódik a római személyneveket feldolgozó lexikon szerkesztése. Sírja a Farkasréti temetőben található.

## Családja
Szülei: Lőrincz József (?-1962) műszerész és Rinkóczi Erzsébet (?-1963) voltak. Szülei különéltek, majd állami gondozásba került. 1972-ben házasságot kötött Szabó Klára régésszel, muzeológussal. Egy lányuk született: Lőrincz Anikó (1978–) jogász.

## Művei
- A barbaricumi római épületek bélyeges téglái (Archaeologiai Értesítő, 1973)
- Vezető a Dunaújvárosi Múzeum római kőtárához (Összeállította; Dunaújváros, 1975)
- Tanulmányok a pannoniai bélyeges téglák keltezéséhez (Egyetemi doktori értekezés; Budapest, 1976)
- Neuere Inschriften aus Intercisa (Visy Zsolttal; Alba Regia, 1976)
- Pannonische Ziegelstempel – Stempelziegel. I–III. kötet (Budapest, 1977–1981)
- Ala-bélyeges téglák Pannoniában (Archaeologiai Értesítő, 1978)
- Római kori bélyeges téglák Zala megyében (Zalai Gyűjtemény, 1979)
- Die Ziegelstempel des spätrömischen Südostfriedhofes von Intercisa (Acta Archaeologica, 1979)
- Die Baugeschichte des Auxiliarkastells von Intercisa (Visy Zsolttal; Roman Frontier Studies, 1979. Papers Presented to the 12th International Congress of Roman Frontier Studies. Oxford, 1980)
- Pannonia Superior segédcsapatainak táborhelyei a II. század közepén. Megjegyzések a 163. évi szőnyi katonai diplomához (Archaeologiai Értesítő, 1980)
- Gestempelte Ziegel aus Tokod (Dies spätrömische Festung und das Gräberfeld von Tokod. Budapest, 1981)
- Téglaégető kemencék Pannoniában (Iparrégészeti kutatások Magyarországon. Veszprém, 1981)
- Pannónia segédcsapatai a principatus korában (Kandidátusi értekezés; Dunaújváros, 1982)
- Zur Datierung ds Beinames Antoniniana bei Truppenkörpern (Zeitschrift für Papyrologie und Epigraphik, 1982)
- Zu den Kaiserbeinamen der römischen Truppen im 3. Jahrhundert (Acta Archaeologica, 1985)
- Pannonia régészeti kézikönyve – Archäologisches Handbuch von Pannonien. Szerkesztette: Fitz Józseffel, Mócsy Andrással (Budapest, 1990)
- A Római Birodalom a Kárpát-medencében (História, 1990)
- Zur Lesung und Ergänzung der pannonischen Militärdiplome (Acta Classica Universitatis Debrecenienis, 1991)
- Die römischen Inschriften Ungarns. Registerband zu Lieferungen. I–IV. kötet. (Marton Erzsébettel, Redő Ferenccel. Budapest–Bonn, 1991)
- Organisatorische Fragen der Herstellung und Verwendung von Ziegelstempeln (Specimina nova, 1991)
- Thrakische Hilfstruppen im Pannonischen Heer (Acta Classica Universitatis Debrecenienis, 1992)
- Westliche Hilfstruppen im Pannonischen Heer (Acta Universitatis Scientiarum Budapestinensis. Sectio Historica, 1993)
- Ein ritterlicher Offizier in den Donaukriegen Domitians (H. Kelemen Mártával; Acta Antiqua, 1994)
- Onomasticon provinciarum Europae latinarum. I–IV. kötet. Szerkesztette: Redő Ferenccel. (Budapest, 1994–2002)
- Vezető az Intercisa Múzeum Római Kőtárához (Az Intercisa Múzeum kiadványai. B sorozat. 2. javított kiadás; Dunaújváros, 1996)
- Hispanische Hilfstruppen und Soldaten im Pannonischen Heer. – Die Truppe und der Truppenkommandeur des Diplomenpfängers (Acta Classica Universitatis Debrecenienis, 1997)
- Maximinus Thrax mérföldköve Alsónyék határából, Tolna megye (Gaál Attilával; A Wosinszky Mór Múzeum Évkönyve, 1998)
- A későrómai hídfőállások bélyeges téglái Valeriában. – Die Ziegelstempel der spätrömischen Brückenkopffestungen in der Provinz Valeria (Pannoniai kutatások. A Soproni Sándor-emlékkonferencia előadása. Szekszárd, 1999)
- Ein neues Militärdiplom für die Provinz Moesia Superior (Acta Antiqua, 1999)
- A római bélyeges tégla, mint történeti forrás (Doktori értekezés; Budapest, 2000)
- Az Ala I Hispanorum Arvacorum újabb emléke Levélről, Győr-Moson-Sopron megye (Gabrieli Gabriellával; Arrabona, 2001)
- Zu den Militärdiplomen für die pannonischen Provinzen (Specimina nova, 2004)
- Spätrömische Offiziere und Unteroffiziere im Pannonischen Heer aufgrund der Ziegelstempel (Specimina nova, 2006)
- Ein neuer Statthalter der Provinz Pannonia superior aus Carnuntum (Römisches Österreich, 2008)
- Feliratok. – Katonai diplomák. – A pannoniai helytartók listája (Az antik Pannonia forrásai. Szerkesztette: Kovács Péter. Budapest, 2008)
- Bélyeges téglák. – Ziegelstempel. (Esztergom-Solva későrómai temetői. – Spätrömische Gräberfelder von Esztergom-Solva. Budapest, 2008)
- Zu den Hilfstruppen der dakischen Provinzen intrjanisch-hadrianischer Zeit (Die römischen Provinzen. Begriff und Gründung. Szerk. Piso, I. Cluj-Napoca, 2009)
- A bölcskei hídfőállás bélyeges téglái. – A segédcsapatok tisztjei és katonái (A bölcskei kikötőerőd. Római kori feliratok és leletek a Dunából. Szerkesztette: Gaál Attila, Hadikfalvi Anita; Szekszárd, 2009)
- Neue römische Inschriften aus Komitat Komárom-Esztergom (Kovács Péterrel; Zeitschrift für Papyrologie und Epigraphik, 2010)
- Zur Militärgeschichte der Donauprovinzen des Römischen Reiches. Ausgewählte Studien. I–II. köt. 1975–2009. (Budapest–Debrecen, 2010–2011)
- Inscriptiones. – Feliratok. Diplomata militaria (Fontes Pannoniae in aetate tetrarcharum I. A. d. 285–306. – Az ókori Pannonia forrásai az első tetrarchia korában. Szerkesztette: Kovács Péter. Budapest, 2011)

## Díjai
- Révay József-díj (1982)
- Kuzsinszky Bálint-emlékérem (1995)
- Marót Károly-díj (2003)